# Palatul de Justiție din Galați
Palatul de Justiție din Galați este un monument istoric aflat pe teritoriul municipiului Galați.
Prin retragerea fațadei și încadrarea acesteia cu două aripi dispuse flancant s-a creat un spațiu intim de piațetă de unde sînt puse în valoare calitățile arhitectonice ale construcției. La exterior palatul este încărcat cu forme opulente și ferestre largi, cele superioare având arcuri în plin cintru. Nivelul inferior este un demisol care se detașează prin masivitatea volumelor, ornamentația florală mai bogată, având funcția de soclu, pe care se ridică celelalte două nivele. In interior se află sala pașilor pierduți acoperită cu o boltă en berceau, bogat ornamentată cu stucatură. Este opera arhitecților Grigore Cerchez și Vîrnav. A fost construit între anii 1911 — 1923.
1. ↑  „Ministerul Culturii - Lista Monumentelor Istorice” (PDF). Arhivat din original (PDF) la 22 martie 2012. Accesat în 16 august 2014.
2. ↑  http://www.europeana.eu/portal/record/2020716/HA_GL_II_m_A_03013.html